# 神戸市立いぶき明生支援学校
神戸市立いぶき明生支援学校（こうべしりつ いぶきめいせいしえんがっこう）は、兵庫県神戸市西区にある市立特別支援学校。肢体不自由者および知的障害者を教育対象とする。

## 設置学部
- 幼稚部（肢体不自由部門のみ）
- 小学部
- 中学部
- 高等部
- 訪問教育部（肢体不自由部門のみ。にこにこ学級（神戸医療福祉センターにこにこハウス入所者対象）・みどり学級）[1]

## 歴史
神戸市西部の特別支援学校再編により、神戸市立垂水養護学校（肢体不自由対象）と神戸市立青陽西養護学校（知的対象）を統合・再編し、本校が開校した。その際、神戸市立青陽須磨支援学校（肢体不自由・知的の2部門を有する）と通学区域の調整が行われた。
- 2017年4月 - 神戸市立いぶき明生支援学校として開校。

## 通学区域
神戸市のうち、
- 垂水区（歌敷山・星陵台・多聞東・本多聞・舞子・神陵台中学校区）
- 西区（太山寺・長坂・井吹台・伊川谷・櫨谷・玉津・王塚台・平野・西神・岩岡中学校区）

みどり学級は神戸市内全域。

## アクセス
- 神戸市営地下鉄西神南駅から神戸市バス47系統に乗車、                                        「井吹台西町5丁目」バス停下車。
- 下車後 徒歩5分

【市バス】令和7年4月1日ダイヤ改正                                          
【 神戸市交通局】